# Éric-Emmanuel Schmitt
Eric-Emmanuel Schmitt (sinh ngày 28 tháng 3 năm 1960) là nhà văn, tiểu thuyết gia và đạo diễn người Pháp. Ông cũng là tác giả một số tác phẩm kịch được trình diễn tại hơn 50 quốc gia trên thế giới.
Sinh ra tại vùng Rhône trong một gia đình giáo viên, Schmitt theo học dự bị tại trường trung học danh giá Lycée du Parc trước khi thi đỗ vào Đại học Sư phạm Paris vào năm 1980, theo học ngành triết học. Ông tốt nghiệp tiến sĩ năm 1987 với đề tài "Diderot với Siêu hình học". Schmitt chuyển tới sống ở Bỉ từ năm 2002 và có quốc tịch Bỉ vào năm 2008.
Schmitt bắt đầu sự nghiệp văn chương của mình trong vai trò viết kịch vào đầu thập niên 1990, tương đối thành công tại châu Âu và nhiều nước khác trên thế giới. Tới những năm 2000, ông bắt đầu sáng tác nhiều truyện ngắn và vài tiểu thuyết. Ngay lập tức, các tác phẩm tiếng Pháp của ông được đánh giá cao và chuyển ngữ sang nhiều thứ tiếng trên thế giới, có thể kể tới các tiểu thuyết Nửa kia của Hitler (La Part de l'autre, 2001), Oscar và bà áo hồng (Oscar et la Dame rose, 2002), Con của Noé (L'Enfant de Noé, 2004), Chàng Sumo không thể béo (Le Sumo qui ne pouvait pas grossir, 2009) hay các tập truyện ngắn Một ngày mưa đẹp trời (Odette Toulemonde et autres histoires, 2006) và Một mối tình ở điện Élysée (Concerto à la mémoire d'un ange, 2010).
Các thành tựu của Schmitt giúp ông trở thành một trong những nhà văn Pháp ngữ thành công nhất với hàng chục triệu bản được bày bán trên toàn thế giới. Ông cũng là chủ nhân của nhiều giải thưởng danh giá, trong đó có giải Molière năm 1994 cho tác phẩm Kịch nói tự do của năm (Le Visiteur), giải Balzac năm 1998 cho tác phẩm kịch xuất sắc (Frédérick ou le boulevard du crime), tước hiệu Hiệp sĩ về Văn hóa nghệ thuật năm 2000 từ chính phủ Pháp, giải thưởng thành tựu của Nhà hát kịch quốc gia Pháp năm 2001, giải thưởng Scrivere per Amore của Ý cho tác phẩm La Rêveuse d'Ostende, giải Goncourt năm 2010 cho tập truyện ngắn Một mối tình ở điện Élysée, Huân chương thành tựu văn hóa của chính phủ Ukraina năm 2013, tước hiệu Hiệp sĩ của Hoàng gia Bỉ năm 2016.
Từ năm 2011, ông còn thử sức thêm tại lĩnh vực diễn xuất. Kể từ năm 2016, Schmitt là thành viên hội đồng giám khảo của giải Goncourt.

## Tác phẩm
| - La Secte des égoïstes (1994) - L'Évangile selon Pilate (2000) - Nửa kia của Hitler (2001), Albin Michel – Le Livre de poche, ISBN 978-2-2531-5537-9 - Lorsque j'étais une œuvre d'art (2002) - Oscar và bà áo hồng (2002) - Con của Noé (2004) - Ulysse from Bagdad (2008) - Chàng Sumo không thể béo (2009) - La Femme au miroir (2011) ISBN 978-2-226-22986-1 - Les Perroquets de la place d'Arezzo (2013) - La Nuit de feu (2015) - L'Homme qui voyait à travers les visages (2016) - Một ngày mưa đẹp trời (2006) - La Rêveuse d'Ostende (2007) - Một mối tình ở điện Élysée (2010). - Les Deux Messieurs de Bruxelles (2012) - L'Élixir d'amour (2014) - Le Poison d'amour (2014) - La Vengeance du pardon (2017) Serie Cycle de l'invisible bao gồm nhiều tiểu thuyết và truyện ngắn - Milarepa (1997) - Monsieur Ibrahim et les Fleurs du Coran (2001) - Oscar và bà áo hồng (2002) - Con của Noé (2004) - Chàng Sumo không thể béo (2009) - Les Dix Enfants que madame Ming n'a jamais eus (2012) - Ma vie avec Mozart (2005) (cùng 10 đoạn trích các tác phẩm của Wolfgang Amadeus Mozart) - Quand je pense que Beethoven est mort alors que tant de crétins vivent (2010) (cùng đĩa nhạc các đoạn trích tác phẩm của Ludwig van Beethoven) - Le Carnaval des animaux (2014) (cùng đĩa nhạc các đoạn trích của Camille Saint-Saëns) - Diderot ou la Philosophie de la séduction (1997) - Guignol aux pieds des Alpes (2002) - Plus tard, je serai un enfant. (2017), Éditions Bayard - Phim: - Le libertin, đạo diễn Gabriel Aghion (2000) - Monsieur Ibrahim et les Fleurs du Coran, đạo diễn François Dupeyron (2003) - Odette Toulemonde, đạo diễn Eric-Emmanuel Schmitt (2006) - Oscar et la Dame rose, đạo diễn Eric-Emmanuel Schmitt (2009) - Phim truyền hình: - L'étrange Monsieur Joseph (2001), đạo diễn Josée Dayan phỏng theo sách của Alphonse Boudard (1998). - Kịch bản phim Volpone (2004) của Frédéric Auburtin trên TF1, phỏng theo tác phẩm của Ben Jonson (1606). - Les Liaisons dangereuses - Aurélien - Sân khấu dựng cảnh: - Hôtel des deux mondes - Le Libertin - Petits crimes conjugaux - Mes évangiles - L'Évangile selon Pilate - La Nuit des oliviers - Bình luận và ghi chú bởi chính tác giả: - Monsieur Ibrahim et les fleurs du Coran - Oscar et la Dame rose - L'Enfant de Noé | - Kịch ngắn: - L'École du diable (Trường học của quỷ, 1996) - Le Bâillon (1999) - Mille et un jours (2000) - Kịch dài: - La Nuit de Valognes (1991) cùng Micheline Presle, Mathieu Carrière, Danièle Lebrun, Florence Darel, Dominique Guillo. - Le Visiteur (Người khách lạ, 1993) cùng Maurice Garrel, Thierry Fortineau, Josiane Stoléru, Joël Barbouth. - Golden Joe (1995) cùng Robin Renucci, Francine Bergé, Sandrine Dumas - Variations énigmatiques (1997) cùng Alain Delon, Francis Huster - Milarepa (1997) phỏng theo tác phẩm cùng tên - Le Libertin (1997) cùng Bernard Giraudeau - Frédérick ou le Boulevard du Crime (1998) cùng Jean-Paul Belmondo - Hôtel des deux mondes (1999) cùng Jean-Yves Berteloot, Rufus, Bernard Dhéran, Catherine Arditi, Viktor Lazlo, Laurence Côte (1999); Davy Sardou, Jean-Paul Farré, Jean-Jacques Moreau, Michèle Garcia, Odile Cohen, Noémie Elbaz (2017) - Monsieur Ibrahim et les Fleurs du Coran (2001) - Oscar et la Dame rose cùng Danielle Darrieux (2002), cùng Jacqueline Bir(2003), cùng Anny Duperey (2005), cùng Judith Magre (2015) - Petits crimes conjugaux cùng Bernard Giraudeau, Charlotte Rampling (2003), cùng Fanny Cottençon, Sam Karmann (2016) - Mes évangiles (2004) phỏng theo tác phẩm L'Évangile selon Pilate - La Tectonique des sentiments (2008) cùng Clémentine Célarié, Tchéky Karyo - Kiki van Beethoven (2010) phần tiếp của vở Quand je pense que Beethoven est mort alors que tant de crétins vivent, cùng Danièle Lebrun - Le Journal d'Anne Frank (2012) phỏng theo Nhật ký Anne Frank, cùng Francis Huster, Roxane Duran - Un homme trop facile (2013), cùng Roland Giraud, Jérôme Anger, Julie Debazac - The Guitrys (2013), cùng Martin Lamotte, Claire Keim, Sylvain Katan - La Trahison d'Einstein (2014), cùng Francis Huster, Jean-Claude Dreyfus - Georges et Georges (2014), cùng Davy Sardou et Alexandre Brasseur - Si on recommençait (2014), cùng Michel Sardou - Phóng tác: - Le Bossu (2008) phỏng theo tiểu thuyết của Paul Féval - Milady (2010) phỏng theo Ba chàng lính ngự lâm của Alexandre Dumas), cùng Natacha Amal - Le Joueur d'échecs (2014) phỏng theo tác phẩm của Stefan Zweig - Hibernatus (2015) phỏng theo vở kịch của Jean Bernard-Luc, cùng Ingrid Chauvin, Jean-Luc Reichmann - Vingt-quatre heures de la vie d'une femme (2015) phỏng theo vở kịch của Stefan Zweig, cùng Clémentine Célarié - L'elisir d'amore (2015) cùng Marie-Claude Pietragalla - Libres sont les papillons (2016) phỏng theo vở kịch của Leonard Gershe, cùng Anouchka Delon, Julien Dereims, Nathalie Roussel và Guillaume Beyeler - Le Chien (2016), cùng Mathieu Barbier, Patrice Dehent - Confidences (2017) phỏng theo vở kịch của Joe Dipietro cùng Marie-Christine Barrault, Alain Doutey, Arthur Fenwick và Claudia Dimier. - Ma vie avec Mozart - Le Mystère Bizet - Le Carnaval des animaux - Le nozze di Figaro (Mozart) - Don Giovanni (Mozart) - Kịch bản Les Aventures de Poussin, họa sĩ Janry, 2 tập (2013-2015). |

## Sự nghiệp diễn xuất
- Ma vie avec Mozart (2011): đọc lời dẫn, cùng Dàn nhạc giao hưởng Confluences, đạo diễn âm nhạc Philippe Fournier.
- Monsieur Ibrahim et les Fleurs du Coran (2012-2017): độc thoại.
- La Dernière Campagne (2013) của Bernard Stora: vai Patrick Buisson
- Le Mystère Bizet (2014): đọc lời dẫnRécitant, cùng giọng mezzo soprano của Karine Deshayes, giọng tenor của Philippe Do, piano Nicolas Stavy.
- L'Élixir d'amour (2015): đạo diễn Steve Suissa, cùng Marie-Claude Pietragalla, vai Adam.